# Aeroportul Djanet Inedbirene
Aeroportul Djanet Inedbirene (IATA: DJG, ICAO: DAAJ) este un aeroport din Djanet Province⁠(d), Algeria ce deservește zona Djanet. A fost numit după zona deservită.
Situat la o altitudine de 966 m, aeroportul dispune de o singură pistă.